# Sin tetas no hay paraíso (serie spagnola)
Sin tetas no hay paraíso è una serie televisiva spagnola, reboot della omonima serie colombiana, prodotta da Grundy Televisión per la rete televisiva spagnola Telecinco. La prima puntata fu trasmessa il 9 gennaio 2008 e in poche settimane diventò una serie di successo. La seconda stagione iniziò giovedì 11 settembre 2008 e la prima puntata, prima di essere trasmessa, è stata proiettata al Palacio de Deportes de la Comunidad de Madrid il 3 settembre.  Questa stagione finì con la morte di El Duque e la terza stagione ci fu quella di Catalina e con un record di ascolti che raggiunse il 30% di share. La terza stagione iniziò il 13 settembre 2009. Dopo la terza stagione, Telecinco ha annunciato la produzione di una quarta che però ancora non è stata prodotta.

## Trama
Catalina è una ragazza di 17 anni, buona studente e buona figlia, che vive con sua madre Fina e con suo fratello Jesús. Suo padre abbandonò sua madre quando lei era piccola e alla sua morte Jesús diventò per Catalina un padre. Jesús studia e lavora sia per dare un futuro a sua sorella sia per aiutare sua madre. Nonostante ciò Catalina non è felice, ma ha un complesso: il suo seno è piccolo. Rafael ha un fratello maggiore, Manuel. Rafael ha avuto un'infanzia difficile perché il padre picchiava sia lui sia suo fratello e perché la madre proteggeva solo Manuel, mentre lui era costretto a rifugiarsi a casa di Catalina e del suo amico Jesús, dove la madre di questi lo accoglieva. Tutti questi fatti della sua infanzia lo hanno segnato per sempre e non avendo l'amore e l'affetto di sua madre diventa un giovane ambizioso, capace di qualsiasi cosa per raggiungere i suoi obiettivi, e inizia a relazionarsi con i trafficanti di droga fino a diventare uno dei più importanti spacciatori del paese. Per questo diventa ricco e ha molte automobili e una casa enorme. Tutti lo chiamano El Duque ed è conosciuto e temuto da tutti. Un giorno Rafael ritorna nel suo quartiere originario e rivede Catalina, che adesso ha quasi 18 anni. Lei improvvisamente si innamora perdutamente di lui e per questo amore lei sarà capace di inserirsi nel mondo della prostituzione e della droga mettendosi contro sua madre e suo fratello, che vogliono il meglio per lei. Rafael Duque sentirà un sentimento speciale per lei, qualcosa che lei non ha mai potuto sentire a causa della mancanza di affetto: Catalina è diversa dalle altre ragazze ed è capace di vedere cosa c'è dentro la fiera che tutti temono. La vita di Catalina cambierà quando uccideranno suo fratello e quando El Duque sarà sospettato dell'omicidio, tutto cambierà nella vita di entrambi e i due perderanno molte cose nel cammino.

## Differenze tra la versione colombiana e quella spagnola
La trama di questo remake è stata adattata alla storia ed alla società spagnole.
- La motivazione della protagonista della versione spagnola e l'amore, mentre della protagonista della versione colombiana sono la ricchezza e l'ambizione.
- I personaggi della versione spagnola sono di classe sociale media, mentre quelli della versione colombiana sono di classe povera.
- Nella versione spagnola c'è il personaggio dell'ispettore Diego Torres, che è assente nella versione colombiana.
- La versione colombiana è più realistica e drammatica, mentre quella spagnola è più "romanzata"